# Смаков Ільфак Музіпович
Ільфак Музіпович Смаков (2 січня 1940, д. Рапатово, Чекмагушівський район, Башкирська АРСР — 27 травня 1993, Уфа) — радянський і російський співак (баритон). Народний артист Башкирської АРСР, Заслужений артист РРФСР.

## Біографія
Ільфак Музіпович народився 2 січня 1940 року в селі Рапатово Чекмагушівського району Башкирської АРСР. Рідні — Зіфа Мусівна, Смакова Ельвіра Вілівна, племінники — Ільясов Руслан Рашитович і Ільясов Аскар Рашитович.
У 1963 році закінчив вокальне відділення Уфимського училища мистецтв (клас М. Г. Муртазиної).
У 1963—1991 роках працював солістом Башкирської державної філармонії, вів активну концертну діяльність.
Дружина — Асія Смакова, співачка, народна артистка Республіки Башкортостан, разом з чоловіком склали дует.

## Творчість
У концертному репертуарі Смакова вокальні твори башкирських композиторів, башкирські і татарські народні пісні, поетів Назара Наджмі, Якуба Кулмия.
У 80-х роках минулого століття Ільфак Смаков був одним з популярних співаків республіки.

## Нагороди та звання
- Заслужений артист РРФСР (1989)
- Народний артист Башкирської АРСР (1985)
- Заслужений артист Башкирської АРСР (1978)